# Remember Me (filme)
Remember Me (bra: Lembranças; prt: Lembra-Te de Mim) é um filme de 2010 de gênero romance e drama dirigido por Allen Coulter, com roteiro de Will Fetters, e que estrela Robert Pattinson e Emilie de Ravin. O filme foi gravado em Nova York e Manhattan durante o verão de 2009 e seu lançamento ocorreu inicialmente em 12 de março de 2010, com distribuição da Summit Entertainment. Foi lançado em DVD nos Estados Unidos no dia 22 de junho de 2010.
Em seu primeiro dia de lançamento, o filme arrecadou 3,5 milhões nos Estados Unidos e Canadá.

## Enredo
O filme começa com o assassinato de uma mulher no Metropolitano de Nova Iorque, em 1991, e mais tarde é revelado que era a mãe de uma jovem garota, que havia testemunhado o assassinato, chamada Ally Craig (Emilie de Ravin). Dez anos mais tarde, Tyler Hawkins (Robert Pattinson) é um rebelde de 21  anos que mora em Nova York e estuda na New York University. Ele tem um relacionamento difícil com seu pai, Charles(Pierce Brosnan), desde o suicídio de seu irmão, Michael. Ele e seu colega de quarto Aidan (Tate Ellington) causam constantemente confusões pela cidade e, uma noite, eles encontram problemas com um policial chamado Neil (Chris Cooper). Mais tarde, Tyler e Aidan conhecem Ally, que estuda na mesma universidade, e logo descobrem que ela é a filha do policial. Aidan tem a ideia de Tyler persuadir Ally, para poder se vingar de Neil, e ele relutantemente concorda. Após permanecerem juntos por algum tempo, Tyler e Ally desabafam sobre as perdas que tiveram no passado e começam a se apaixonar um pelo outro. Porém, o relacionamento dos dois é testado, quando Neil descobre que sua filha está saindo com Tyler. Neil então força Tyler a contar a Ally que seu interesse por ela seria inicialmente uma forma de se vingar de seu pai, mas não esperava se apaixonar por ela. Ally fica indignada com a mentira e se afasta de Tyler por um tempo, porém depois o perdoa. A irmã de Tyler, Caroline (Ruby Jenis) começa a viver um momento difícil na escola, quando algumas meninas cortam metade do seu cabelo. Tyler fica furioso, porque antes de Ally, sua irmã era a única garota que ele realmente amava. Assim o pai de Tyler o convida para conversar com seus advogados para resolver o bullying que a menina esta sofrendo. No entanto o escritório de seu pai se situa nas Torres Gêmeas e enquanto Tyler o esperava no dia 11 de setembro de 2001 acontece o ataque pelas forças da Al-Qaeda. Tyler acaba morrendo, porém, sua memória foi guardada por todos: Charles começou a ser um pai melhor para Caroline, a mesma cresce cada vez mais com sua arte, Aidan começa a levar a vida a sério, e Ally finalmente perde o medo de andar de metrô, trauma que ganhou após presenciar o assassinato de sua mãe. O filme termina com a imagem de Ally dentro do metrô.

## Elenco
- Robert Pattinson - Tyler Hawkins
- Emilie de Ravin - Ally Craig
- Pierce Brosnan - Charles Hawkins, pai de Tyler
- Chris Cooper - Neil Craig, pai de Ally
- Lena Olin - Diane Hirsch, mãe de Tyler
- Martha Plimpton - Helen Craig, mãe de Ally
- Ruby Jerins - Caroline Hawkins
- Tate Ellington - Aidan Hall
- Gregory Jbara - Les Hirsch
- Kate Burton - Jenine
- Peyton R. List - Samantha
- Meghan Markle - Megan
- Justin Grace - Matthews
- Morgan Turner - Jessica
- Christopher Clawson - Michael Hawkins
- Chris McKinney - Leo

## Produção
Remember Me começou a ser desenvolvido em março de 2009 e suas filmagens ocorreram em Nova York e Manhattan durante o verão dos Estados Unidos, em 2009. Com o término das gravações, foi colocado em pós-produção em novembro do mesmo ano e finalizado em janeiro de 2010.

## Recepção
O filme ficou em terceiro lugar nas bilheteiras norte-americanas em seu primeiro dia de lançamento, com a arrecadação de US$3,5 milhões, sendo exibido em 2.212 salas de cinema. No final de semana de estréia, totalizou US$8,1 milhões nos Estado Unidos e Canadá, ficando na quarta posição. No Brasil, Remember Me teve o quarto maior público deste mesmo final de semana, 95 mil. E 20 de abril de 2010, havia arrecadado US$1,8 milhão no país. No primeiros 21 dias de exibição em Portugal, atraiu 62.660 espectadores, com uma arrecadação de €276.732,39.

### Crítica
O filme recebeu opiniões geralmente mistas ou médias dos críticos especializados. O Rotten Tomatoes, baseado em 112 críticas recolhidas, deu ao filme 29% de aprovação, com uma média ponderada de 4.4/10. Segundo o site, o consenso entre os críticos é que "sua condução é agradável, mas Remember Me sofre com um roteiro extremamente sentimental e de uma reviravolta final ofensiva". Por comparação, o Metacritic deu ao filme uma média de 40 em um máximo de 100, baseado em 29 críticas.